# Vieux Jonc
Pour les articles homonymes, voir Vieux Jonc (homonymie).
Le Vieux Jonc est une rivière de la Dombes dans le département de l'Ain, dans la région Auvergne-Rhône-Alpes et l'affluent principal de l'Irance, un sous-affluent du fleuve le Rhône par la Veyle et la Saône.

## Géographie
La longueur de son cours d'eau est de 27,6 km.
Le Vieux Jonc naît au sud de l'étang du Grand Marais (commune Dompierre-sur-Veyle) sur la commune de Chalamont, à 293 mètres d'altitude, près des lieux-dits le Bernon le Gas, dans les deux Étang Puteray et Étang Bernon,.
Il adopte ensuite la direction nord (comme son voisin droit la Veyle) et traverse Saint-Paul-de-Varax et Saint-André-sur-Vieux-Jonc.
Il conflue au nord de Montracol dans l'Irance, à 211 mètres d'altitude, entre les deux communes de Buellas et Montcet, à gauche et à l'ouest de motte castrale et de la station d'épuration de Buellas, et juste en amont du lieu-dit Moulin Augier sur l'Irance.

### Communes et cantons traversés

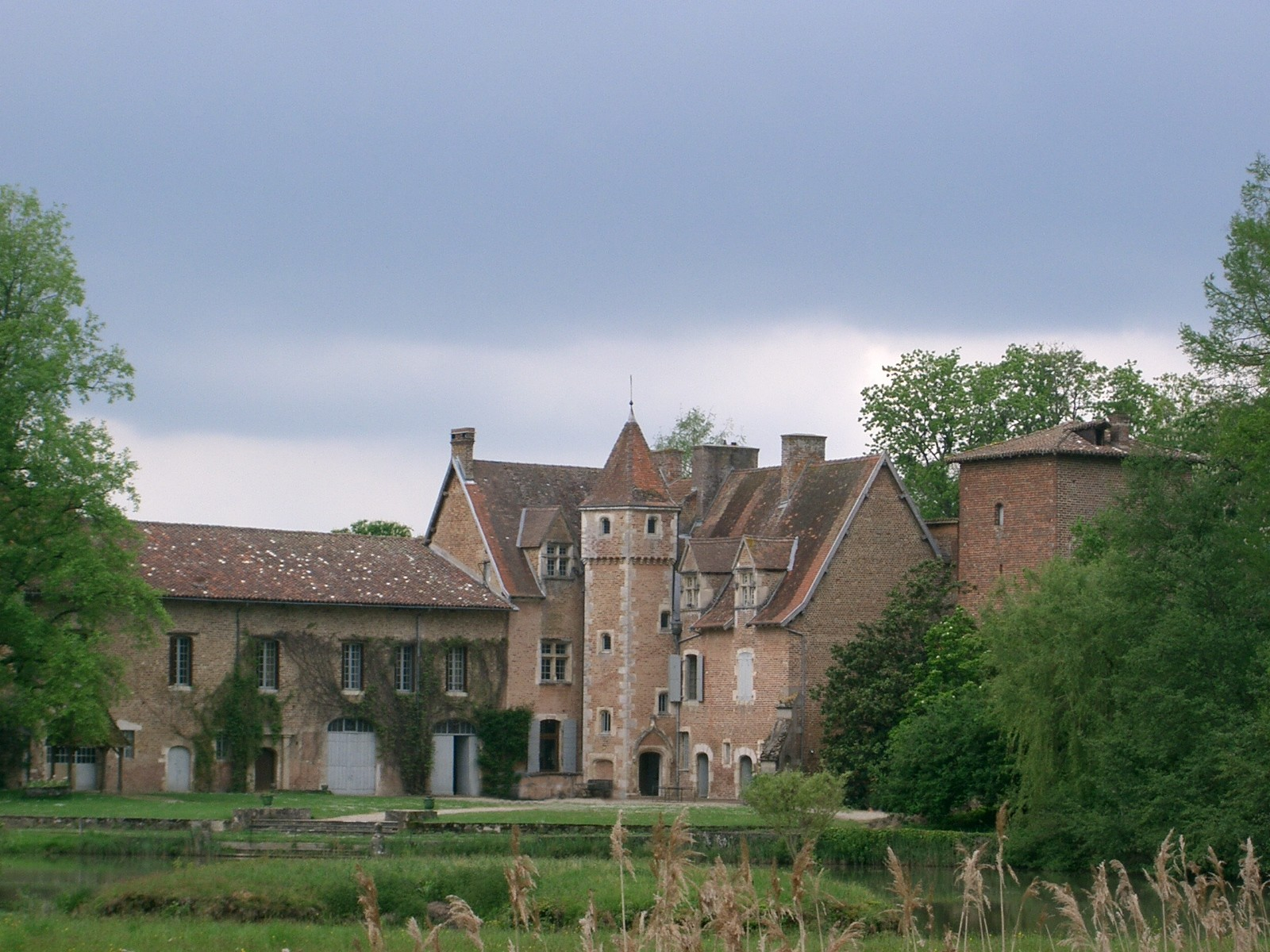
Château de Varax à Saint-Paul-de-Varax.

Dans le seul département de l'Ain le Vieux-Jonc traverse les onze communes, dans cinq cantons, dans le sens amont vers aval : Chalamont (source), Châtenay, Saint-Nizier-le-Désert, Dompierre-sur-Veyle, Saint-Paul-de-Varax, Lent, Saint-André-sur-Vieux-Jonc, Saint-Rémy, Montracol. Buellas, Montcet.
Soit en termes de cantons, Le Vieux Jonc prend sa source dans l'ancien canton de Chalamont, aujourd'hui le canton de Ceyzériat, traversait les anciens canton de Pont-d'Ain, canton de Villars-les-Dombes et canton de Péronnas, traverse aujourd'hui les canton de Châtillon-sur-Chalaronne et canton de Bourg-en-Bresse-2 et conflue dans l'ancien canton de Viriat, aujourd'hui le canton d'Attignat, le tout dans l'arrondissement de Bourg-en-Bresse.

### Toponyme
Le Vieux Jonc a donné son hydronyme à la commune de Saint-André-sur-Vieux-Jonc.

### Bassin versant
Le Vieux-Jonc traverse une seule zone hydrographique L'Irance (U421) de 212 km2. Il traverse neuf communes pour 9 078 habitants, une superficie de 158 km2, une densité de 57,4 habitants/km2 et à 262 mètres d'altitude moyenne.

### Organisme gestionnaire
Le cours d'eau est géré par l'EPTB Saône-Doubs.

## Affluents
Le Vieux Jonc a un affluent principal et quatre biefs:
- Le bief de Croix (rg[note 1]) 10,5 km sur les quatre communes de Le Plantay, Saint-Nizier-le-Désert, Saint-Paul-de-Varax, Marlieux[6].
- Le bief de la Thuaille (rd) 5 km, sur les quatre communes de Lent, Saint-André-sur-Vieux-Jonc, Servas, et Saint-Paul-de-Varax[7].
- Le ruisseau le Cône (rd) 8,6 km, sur les quatre communes de Montracol, Saint-André-sur-Vieux-Jonc, Saint-Rémy et Servas[8],[note 2], dans le canton de Péronnas.
- Le bief de la Teyssonnière (rd) 1,4 km, sur les trois communes de Saint-Rémy, Buellas, et Montracol.
- Le bief de Culotte ou bief de Pré Vieux ou ruisseau des Granges (rg) 9,6 km sur les quatre communes de Condeissiat, Saint-André-sur-Vieux-Jonc, Buellas et Montracol[9].

### Rang de Strahler
Donc son rang de Strahler est de deux.

## Tourisme
- L'abbaye Notre-Dame-des-Dombes, fondée en 1863 est une abbaye cistercienne qui se trouve au Plantay.